# بينار أكيول
بينار أكيول (بالتركية:  Pinar Akyol) رياضية تركية، حصلت على الميدالية الذهبية في رمي الجلة في بطولة أوروبا لألعاب القوى تحت 20 عاما في عام 2021. جاء ذلك في الجولة النهائية للبطولة المقامة في العاصمة الإستونية تالين. ونالت الذهبية بتسجيلها 16.80 متراً، متفوقة على الهولندية أليدا فان دالين التي سجلت 16.56 متراً.

## روابط خارجية
- معلومات عنها - worldathletics